# Diego Cugia
Diego Cugia di Sant'Orsola (Roma, 24 maggio 1953) è un giornalista, scrittore, regista e autore radiotelevisivo italiano.

## Biografia
Nato e cresciuto nel quartiere Parioli di Roma, è discendente di una famiglia di nobili origini sassaresi.
Diplomatosi al liceo classico Mameli, lascia gli studi universitari nel 1974 quando diventa giornalista professionista con una rubrica fissa sul quotidiano Il Globo, diretto da Antonio Ghirelli. 
Nel 1977 inizia a lavorare per la Rai, e nel 1993, dopo il successo de La corsa dei levrieri parlanti, viene premiato al Prix Italia dove presenta Mio carissimo signor Padre. 
Dal 3 luglio 1978 è tra i nove conduttori del nuovo programma musicale che occupa l'intera fascia del tardo pomeriggio e serale "Spazio X" su Radiodue Radiorai tutti i giorni dal lunedì al venerdì dalle 17,55 alle 23,30 con tre speaker che ogni sera cambiavano alternandosi per mezz'ora ciascuno per tutto l'arco del programma con le proprie scelte musicali. 
Dal 1987 al 1989, insieme a Federico Moccia scrive la sceneggiatura de I ragazzi della 3ª C, una serie televisiva italiana, trasmessa sulle reti Mediaset.
Nel 1997 inventa il format dei radiofilm, un nuovo prodotto di fiction radiofonica con impronta cinematografica. Il Mercante di Fiori e Domino, vengono trasmessi su Radio2 con una media di oltre 1 milione di ascoltatori. Saranno entrambi romanzi editi da Rai Eri.
Raggiunge la notorietà poco dopo grazie al personaggio di Jack Folla doppiato da Roberto Pedicini nella trasmissione radiofonica Alcatraz. Il programma va in onda ininterrottamente tutti i giorni dall'ottobre 1998 al maggio 2002 su Radio2, e viene anche riadattato in una versione televisiva che vede la partecipazione dell'attrice Francesca Neri. A maggio 2002, per dire addio a Jack Folla, circa diecimila ascoltatori provenienti da ogni parte d'Italia, si radunano nel quartiere Testaccio, a Roma.
Il libro, Alcatraz. Jack Folla, un DJ nel braccio della morte, pubblicato da Rai-Eri e poi da Mondadori, diventa un successo editoriale vendendo oltre 250 mila copie.
Nel 2001 viene scelto da Claudia Mori come autore dello show televisivo Francamente me ne infischio con Adriano Celentano. Nel 2005 "il Molleggiato" lo richiama come co-autore di Rockpolitik. È di Cugia l'invenzione del tormentone "Rock e Lento".
Successivamente scrive per Gianni Morandi il programma Non facciamoci prendere dal panico. 
Nel 2002 inizia a scrivere per l'Unità, una pagina a settimana dal titolo "Fuoco e fiamme". Protagonista è il suo Jack Folla, latitante, in una piattaforma petrolifera in disuso davanti alle coste del Marocco.
Dopo aver pubblicato nel 2001 con Bompiani il suo primo romanzo dal titolo No, nel 2004 pubblica per Mondadori L'Incosciente, il suo romanzo di maggior successo che diventerà presto un best seller. Nel 2005 esce invece con il suo primo libro di inchiesta Un amore all'inferno incentrato sulla figura di Francesca Spagnoli, la vedova di Francesco Narducci, medico "suicidato" nel lago Trasimeno, nell'ambito dei misteri che ruotano attorno alla figura del Mostro di Firenze, e sull’esistenza di una setta occulta dedita a riti satanici.
Dal 2004 al 2007 è stato consigliere di amministrazione della SIAE.
Nel 2006, fortemente voluto dall'allora direttore de Il Sole 24 ore Ferruccio De Bortoli, ritorna in radio con Zombie, programma trasmesso dal palinsesto di Radio 24. 
Nel 2007 è co-autore nella produzione del programma televisivo Apocalypse Show, ma si ritira dopo la prima puntata per dissapori con l'anchorman Gianfranco Funari.
Nel 2008 torna anche a scrivere per l'Unità, ma la collaborazione si interrompe pochi mesi dopo, in concomitanza con la nomina di Concita De Gregorio a direttrice del giornale.
Nel 2014 la Mondadori pubblica Nessuno può sfrattarci dalle stelle. Seguiranno Tango alla fine del mondo e Ventiquattro nero.
Nel 2016 decide di auto-pubblicare su Amazon un suo diario, che s'intitola Un'anima a 7 euro e 99.
Nel 2020, a distanza di quasi venti anni, resuscita e torna a riproporre il suo Jack Folla su Radio1, ma questa volta è lui stesso a dare la voce al suo personaggio.
Nel 2023 torna in Tv con "La Zampata - La rivolta degli animali", con protagonista un cane parlante di nome Pepito, andata in onda da Settembre a Dicembre, su Rai 2, per otto puntate. Con Francesco Pannofino, Ilaria Stagni e le musiche originali di Luciano Francisci.
Nel 2025 ritorna in libreria con il romanzo Il principe azzurro (Giunti), raccontando la vita e la morte di Corradino di Svevia, il sedicenne che è stato l'ultimo re della casata.

## Posizioni
Nella sua attività giornalistica Cugia ha apertamente parteggiato per Renato Soru nella corsa alle elezioni regionali sarde del 2004, collaborando al suo fianco, a Cagliari, come volontario. 
Nel 2009 ha fondato il movimento politico-culturale 'Gli Invisibili' muovendo da una critica alla "società dell'apparire" e alla necessità di mettersi al servizio degli altri lavorando nell'ombra senza sensazionalismi. Il movimento è stato sciolto due anni dopo, senza aver mai preso parte ad una competizione elettorale.

## Vita privata
Sposatosi nel 1992, è divorziato dal 1998, ed è padre di due figli: Francesco e Michele.

## Opere
- Rumors, voci incontrollate, Roma, RAI-ERI, 1997. ISBN 88-397-0990-8.
- Il mercante di fiori, Milano-Lecce, Lupetti-Manni, 1997. ISBN 88-863-0297-5; Milano, Mondadori, 2002. ISBN 88-045-1154-0.
- Domino, Milano-Lecce, Lupetti-Manni, 1998. ISBN 88-87058-28-8; Roma, RAI-ERI, 2000. ISBN 88-397-1088-4.
- Alcatraz. Jack Folla, un DJ nel braccio della morte, Roma, RAI-ERI, 1999. ISBN 88-397-1040-X; Milano, Mondadori, 2000. ISBN 978-88-044-7909-3
- No, Milano, Bompiani, 2001. ISBN 88-452-4805-4.
- Jack l'uomo della Folla. Diario di un italiano latitante, Roma-Milano, RAI-ERI-Mondadori, 2002. ISBN 88-04-50590-7.
- L'incosciente, Milano, Mondadori, 2003. ISBN 88-04-51785-9.
- Jack Folla. Lettere dal silenzio, Milano, Mondadori, 2004. ISBN 88-04-52455-3.
- Un amore all'inferno, Milano, Mondadori, 2005. ISBN 88-04-52455-3.
- Zomberos, Milano, Mondadori, 2006. ISBN 88-04-56052-5.
- 24 nero, Milano, Mondadori, 2009. ISBN 978-88-04-58620-3.
- Tango alla fine del mondo, Milano, Mondadori, 2013. ISBN 978-88-04-60930-8.
- Nessuno può sfrattarci dalle stelle, Milano, Mondadori, 2015. ISBN 978-88-04-65576-3.
- Il principe azzurro, Firenze, Giunti Editore, 2025. ISBN 979-1223-20284-5

## Programmi radiofonici
- "Spazio X" (1978)
- "Mocambo Bar" (1978)
- "Voi e io" (1979)
- "Torno subito" (1980-1981)
- "La corsa dei levrieri parlanti" (1981)
- "Viva la radio" (1982-1983)
- "Lagrime" (1985)
- "Gomitate" (1986)
- "La domenica delle meraviglie" (1991)
- "Gulliver, un musical" (1992)
- "Portofranco" (1993)
- "Il Mercante di Fiori", Radiofilm in 60 puntate (1996)
- "Rumors - Voci incontrollate" (1996)
- "Mio carissimo signor padre" (1996)
- "Domino" Radiofilm in 50 puntate (1997)
- "Alcatraz - Un DJ nel braccio della morte" (1998-1999)
- "Alcatraz - Il programma di chi non ha più niente da perdere" (1999-2000)
- "Jack Folla c'è" (2001-2002)
- "Zombie - morire sparsi, rinascere uniti" (2006)
- "Jack Folla, un DJ nel braccio della morte" (2020-2021)

## Programmi televisivi
- I ragazzi della 3ª C (1987-1989)
- La TV degli animali (1990)
- Ghibli (1991)
- Magazine 3 (1992)
- Natale al circo (1993)
- Questa sera rischiamo anche noi (1994)
- La televisione può attendere (1995)
- Alcatraz (1999)
- Francamente me ne infischio (2001)
- Rockpolitik (2005)
- Non facciamoci prendere dal panico (2006)
- Apocalypse Show (2007)
- La Zampata (2023)